# Ça va chauffer !
 (février 2018).
Albums de Francky Vincent
À la folie
(1999) Mathis métis
(2012)
Ça va chauffer ! est un album de l'auteur-compositeur-interprète français de zouk, d'origine guadeloupéenne, Francky Vincent, sorti en 2004.

## Présentation
Produit et édité par Francky Vincent lui-même (Francky Vincent Productions / Francky Vincent Editions), les paroles ainsi que les musiques sont également de sa composition, exceptés pour les trois titres Viens ce soir dont la musique est signée Christian Yéyé, Rendez-vous galants dont la composition est de Jean-Sébastien Girault et Allez ziva dont la musique est de Frédéric Wurtz.
Cet album, passé inaperçu, marque la première apparition du succès, sorti en single en 2009, Tu veux mon zizi, ici présenté sous le titre Viens ce soir.
Dans la chanson Indésirables, le chanteur, comme à son habitude, règle ses comptes, ici notamment avec les Antillais.
Dans la chanson Droit de réponse, Francky Vincent fait part de ses déboires lors de l'affaire du « Francky Vincent Café », ouvert en 2002 et fermé au bout de six mois, cette histoire causant du tort à l'artiste qui, à l'époque, se voit poursuivi en justice.

## Liste des titres
Toutes les chansons sont écrites et composées par Francky Vincent, sauf annotations.
| 1.    | Moi j'aime ça                                | 3:48 |
| 2.    | Ça va chauffer                               | 3:49 |
| 3.    | Fess'tif                                     | 3:45 |
| 4.    | En avant Lulu                                | 3:44 |
| 5.    | Quelle aventure                              | 3:49 |
| 6.    | Si j'étais une meuf                          | 3:39 |
| 7.    | Viens ce soir (Christian Yéyé)               | 3:47 |
| 8.    | Rendez-vous galants (Jean-Sébastien Girault) | 3:46 |
| 9.    | Indésirables                                 | 4:41 |
| 10.   | Aye, aye, aye                                | 4:03 |
| 11.   | Allez Ziva (Frédéric Wurtz)                  | 3:37 |
| 12.   | Vas-y Titi (Thierry Henry)                   | 3:51 |
| 13.   | Maïté                                        | 3:55 |
| 14.   | Droit de réponse                             | 4:03 |
| 15.   | Sandrine                                     | 4:06 |
| 58:22 |                                              |      |

## Crédits
| - Francky Vincent : chant, percussions - Ann Calvert, Marina Albert : chœurs - Frédéric Wurtz : synthétiseur, piano, basse, percussions - Thierry Delannay : guitare | - Production : Francky Vincent - Programmation : Frédéric Wurtz - Mixage : Thierry Doumergue |